# Rick Glassman
Rick Glassman (Cleveland, 23 luglio 1984) è un attore e comico statunitense, noto principalmente per il ruolo di Bursky nella serie TV Undateable.
Nel 2013 Glassman è stato uno dei 22 comici americani a essere invitato ad esibirsi tra i nuovi comici al festival comico Just for Laughs a Montreal.
Time Out New York ha designato Glassman come migliore nuova proposta.

## Filmografia

### Cinema
- A Futile and Stupid Gesture, regia di David Wain (2018)
- Old Dads, regia di Bill Burr (2023)

### Televisione
- Deadbeat – serie TV, episodio 1x02 (2014)
- Undateable – serie TV, 36 episodi (2014-2016)
- The Comedians – serie TV, episodi 1x3-1x9 (2015)
- Non sono ancora morta (Not Dead Yet) – serie TV, 23 episodi (2023-2024)

### Doppiatore
- Mike Tyson Mysteries – serie animata, episodio 4x04 (2019)

## Doppiatori italiani
Nelle versioni in italiano dei suoi film, Rick Glassman è stato doppiato da:
- David Chevalier in Undateable, A Futile and Stupid Gesture, Non sono ancora morta, Old Dads